# 烏克蘭國界

烏克蘭國际公认的邊界地图

烏克蘭邊境路标

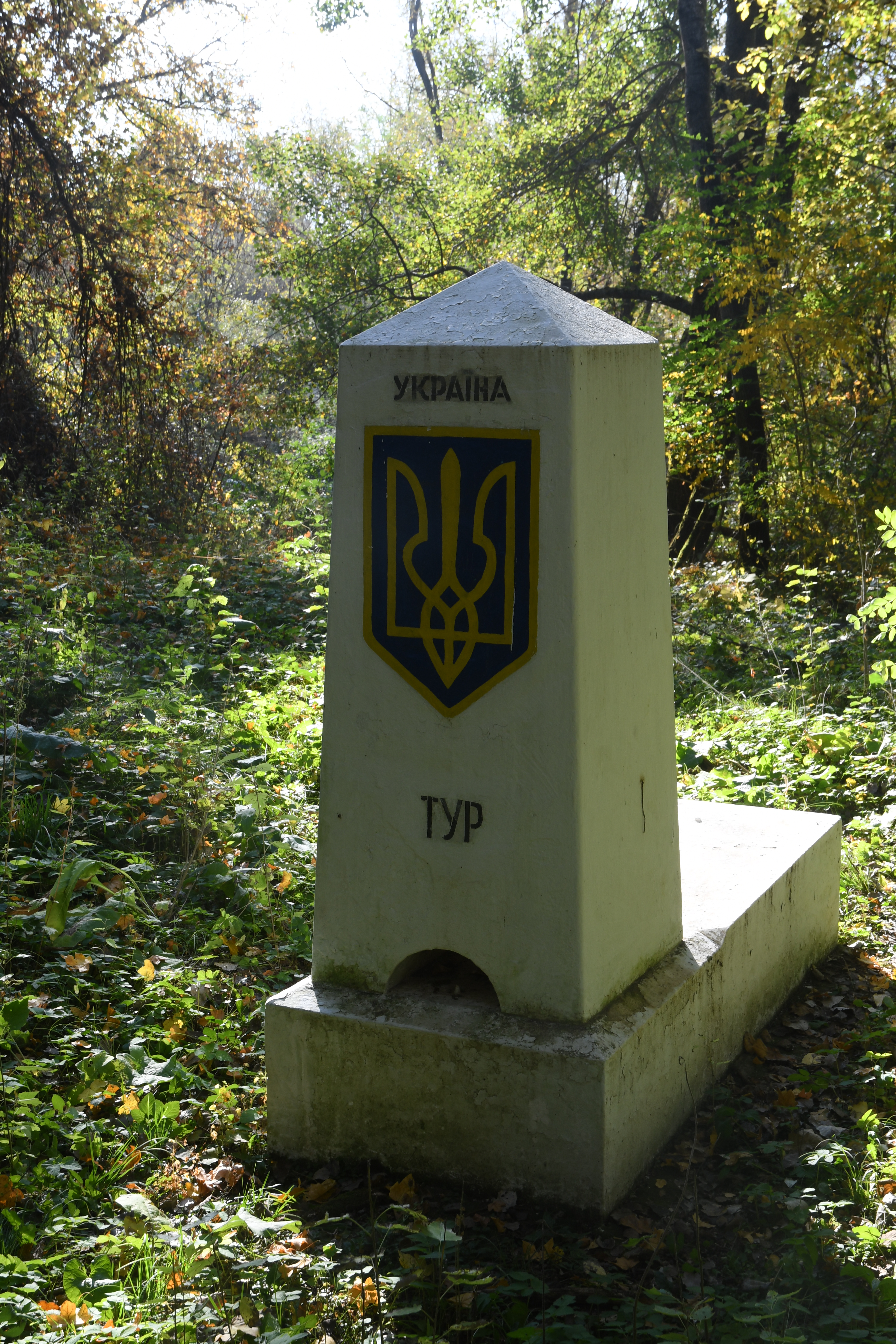
邊境纪念碑位于图爾河两岸與匈牙利和羅馬尼亞的交界处。

烏克蘭國界（羅馬化：Derzhavnyi kordon Ukrainy）是烏克蘭國家領土的國际邊界。根据烏克蘭國家邊界法第1條，它是一條线和一個沿该线延伸的垂直面，它界定了烏克蘭領土在陆地、水域和空中空间的邊界。
烏克蘭國家邊界的保护由烏克蘭國家邊防警卫队（地面）和烏克蘭武装部队（空中和水下）进行。邊界是由烏克蘭法律“关于烏克蘭的合法继承”（1991年9月12日）和“关于烏克蘭的國家邊界”（1991年11月4日）正式确定的。
2018年1月1日，烏克蘭对进入该國的俄羅斯人实施了生物识别控制。2018年3月22日，時任烏克蘭總統彼得·波罗申科签署一项法令，要求俄羅斯公民和“来自移民风险國家的无公民身份的個人”（未提供更多细节）提前通知烏克蘭当局他们前往烏克蘭的原因。

## 一般范围

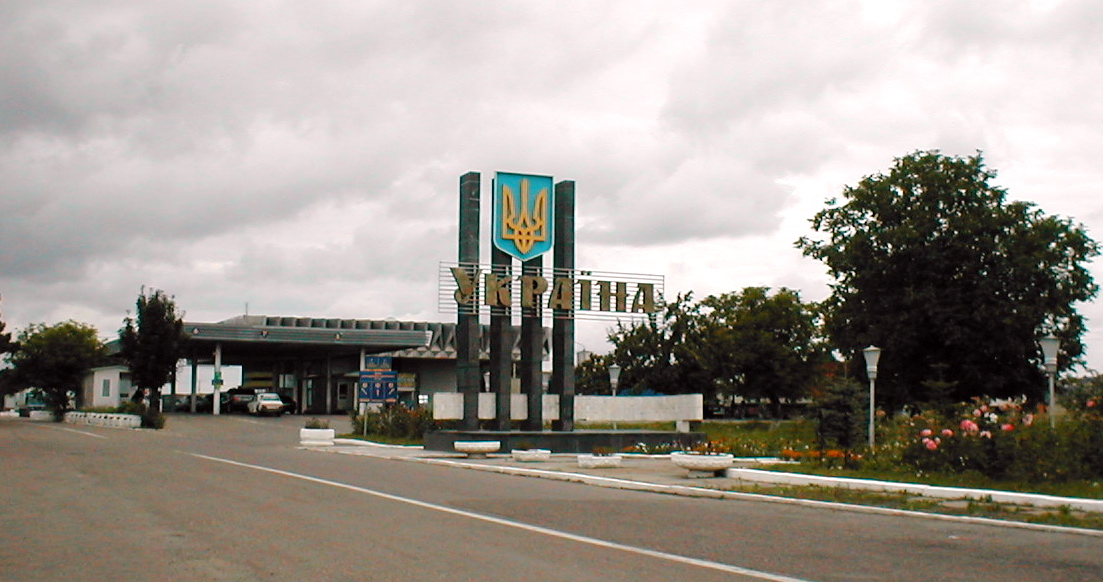
羅馬尼亞-靠近Siret的烏克蘭邊境

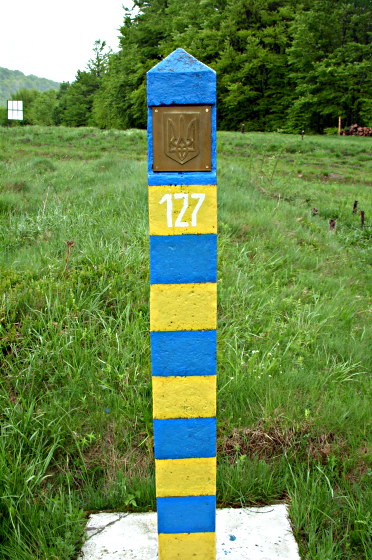
烏克蘭的典型邊界标志

烏克蘭與七個國家接壤：波兰、斯洛伐克、匈牙利、羅馬尼亞、摩爾多瓦、俄羅斯和白俄羅斯。烏克蘭邊境总长度為6,992.98 km（4,345.24 mi）。但是，與俄羅斯、白俄羅斯和摩爾多瓦（前苏联共和國）的邊界划定和标定工作尚未完成。與其他國家的邊界是从苏聯解体后重建為烏克蘭的苏联邊境巡逻队继承而来的。
1998年开始與俄羅斯划界，但因海上邊界争議而停滞不前。自俄乌战争爆发以来，烏克蘭就开始與俄羅斯和白俄羅斯划定邊界。
1994年，布达佩斯安全保障备忘录承诺，除其他外，其签署國（俄羅斯聯邦、美利坚合众國和英國）将尊重烏克蘭的现有邊界。
直到2017年，烏克蘭还專门将塞瓦斯托波爾市的部分領土租给了俄羅斯黑海舰队，用于从烏克蘭到新羅西斯克的过渡。2010年，双方（俄羅斯和烏克蘭）批准了哈爾科夫协議，将租约延长至25座，必要时可选择延长5年。这些协議也是在國际范围内爆发的俄羅斯－烏克蘭天然氣爭端的一部分。
烏克蘭的專屬經濟區面积為72,658平方（28,053平方英里）。

## 與其他州的邊界
在烏克蘭與以下國家的陆地邊界延伸為5,637.98（3,503.28英里）。烏克蘭的所有領土都是一致的，在其他國家没有任何烏克蘭飞地。
| 國家     | 國家     | 长度                                                                              |
| -------- | -------- | --------------------------------------------------------------------------------- |
| 白俄羅斯 | 白俄羅斯 | 975.2（606.0英里）包括325.9（202.5英里）河流                                      |
| 俄羅斯   | 俄羅斯   | 2,063（1,282英里）包括1,974.04（1,226.61英里）陆路和321（199英里）海上            |
| 摩爾多瓦 | 摩爾多瓦 | 1,222（759英里）包括267（166英里）河流（與德涅斯特河沿岸地區接壤-452（281英里）） |
| 欧洲聯盟 | 波兰     | 542.39（337.03英里）包括187.3（116.4英里）河流                                    |
| 欧洲聯盟 | 斯洛伐克 | 97.85（60.80英里）包括2.3（1.4英里）河流                                          |
| 欧洲聯盟 | 匈牙利   | 136.7（84.9英里）包括85.1（52.9英里）河流                                         |
| 欧洲聯盟 | 羅馬尼亞 | 613.8（381.4英里）包括292.2（181.6英里）由河流和33（21英里）黑海                  |

此外，烏克蘭有切爾诺贝利禁區，该禁區有一定程度的限制，周围有检查站，以控制出入。这些检查点中有受控检查点。

## 海邊界

黑海專属經济區

烏克蘭南部邊界延伸為烏克蘭領海的外部邊界。在海上，烏克蘭與羅馬尼亞和俄羅斯接壤。西羅馬尼亞-烏克蘭邊界从其陆地部分的邊缘延伸，横跨黑海，距离為33 公里，之后是烏克蘭領海和羅馬尼亞經济區的邊界。烏克蘭領海包括蛇岛。从那里延伸到烏克蘭專属經济區向刻赤海峽延伸22,224（72,913英尺）从它的黑海沿岸。
在黑海东部地區，刻赤海峡以南，烏克蘭經济區與黑海的俄羅斯經济區相邻。从那时开始，俄羅斯-烏克蘭的領水邊界向北延伸22.5（14.0英里）朝向刻赤海峡的南部邊缘。此后邊界继续通过刻赤海峡成為俄羅斯-烏克蘭邊界（49（30英里）)和亞速海(249.5（155.0英里）)它将两國的内水划分為亞速海北部海岸的陆地邊界邊缘。海上邊界的总长度包括1,355（842英里），其中1,056.5（656.5英里）横跨黑海。

## 主要的纠纷

### 與俄羅斯

#### 克里米亞
自2014年俄羅斯占領并吞并克里米亞以来，烏克蘭对该半岛没有实际控制权，並处于临时占領之下。
烏克蘭和國际社会认為克里米亞是烏克蘭的自治共和國，而塞瓦斯托波爾是烏克蘭的特殊地位城市之一，而俄羅斯则认為克里米亞和塞凡堡自2014年3月被其吞并后，分別是其的共和國（俄羅斯聯邦主體；克里米亞共和國）和聯邦直轄市之一。另外，俄羅斯從1997年起就租用了塞瓦斯托波爾海軍基地，原租約於2017年到期，但時任親俄總統亞努科維奇在2010年與俄羅斯簽署哈爾科夫條約，其中允許將租賃延長25年至2042年。而在克里米亞被俄羅斯吞并后，俄國國家杜馬于2014年3月31日在433名議会成员一致通過反对该租赁协議。

#### 烏克蘭南部和东部
自俄羅斯全面入侵烏克蘭以来，俄羅斯軍队成功占領了烏克蘭南部和东部的大片領土。9月下旬，俄方在占領地中舉行吞并公投，此舉受到國際社會譴責。几天后，俄羅斯总统普京宣佈正式吞併烏克蘭四州，进一步质疑國际公认的烏克蘭邊界。

### 與羅馬尼亞

#### 蛇岛（已解决的争端）
自烏克蘭获得独立以来，羅馬尼亞一直在对烏克蘭对蛇岛及其部分領海的主张提出异議，特别是其声称的專属經济區。
起初，羅馬尼亞不承认蛇岛是烏克蘭的主权領土，但后来关于其所有权的讨论停止了。然而，羅馬尼亞决定将该岛重新归类為岩石，对邻近的領海和專属經济區没有权利。该岛面积16公頃（40英畝）对于控制多瑙河三角洲和周邊水域具有重要的战略意义。
目前争端已解决，蛇岛被承认為烏克蘭領土的一部分，但其邻近水域（烏克蘭專属經济區）受到限制。